# Iglagylet (Asarums socken, Blekinge, 623137-144136)
Iglagylet är en sjö i Karlshamns kommun i Blekinge och ingår i Mieåns huvudavrinningsområde.